# Jingmen
Jingmen is een stadsprefectuur in de Chinese provincie Hubei, Volksrepubliek China. Jingmen ligt ten noorden van de Yangtze.